# 高地省藤
高地省藤（学名：Calamus nambariensis var. alpinus）为省藤属南巴省藤的一个变种或仅仅是其异名。